# Metaxanthia atribasis
Metaxanthia atribasis är en fjärilsart som beskrevs av Rothschild 1913. Metaxanthia atribasis ingår i släktet Metaxanthia och familjen björnspinnare. Inga underarter finns listade i Catalogue of Life.